# Pieter-Jan Hannes
Pieter-Jan Hannes (* 30. Oktober 1992 in Mortsel) ist ein belgischer Leichtathlet, der sich auf die Mittelstreckenläufe spezialisiert hat.

## Sportliche Laufbahn
Pieter-Jan Hannes nahm erstmals 2009 an nationalen Meisterschaften über 1500 Meter teil. Im Juli trat er beim Europäischen Olympischen Jugendfestival im finnischen Tampere über 3000 Meter an, bei denen er in 8:43,28 min den vierten Platz belegte. Bis 2011 verbesserte er seine Zeit über 1500 Meter um mehr als acht Sekunden auf 3:45,85 min. Über diese Distanz ging er im Juli bei den U20-Europameisterschaften in Tallinn an den Start, bei denen er im Finale den elften Platz belegte. 2012 verbesserte er seine Zeit nochmals um mehr als fünf Sekunden.
2013 trat Hannes zunächst bei den U23-Europameisterschaften in Tampere an, bei denen er in 3:43,81 min die Goldmedaille gewann. Anschließend qualifizierte er sich für die Weltmeisterschaften im August in Moskau. Dort schied er als Zehnter seines Vorlaufs aus und belegte so in Summe den 25. Platz. Im Dezember ging er im Rahmen der Altersklasse U23 bei den Crosslauf-Europameisterschaften in Belgrad an den Start, bei denen er über die acht Kilometer siegreich war. Für 2014 rechnete er sich Medaillenchancen bei den Europameisterschaften in Zürich aus, die sich allerdings nicht erfüllten. Als Neunter seines Vorlaufs verfehlte er, aufgrund des deutlich schnelleren Vorlaufs, den Einzug in das Finale nur knapp. Zuvor stellte er im Juli in 3:34,49 min seine Bestzeit auf, die einen belgischen U23-Rekord darstellte. Im Februar 2015 stellte Hannes in 3:37,30 min einen belgischen Hallenrekord auf. Anschließend ging er über 3000 Meter bei den Halleneuropameisterschaften in Prag an den Start. Nach dem Vorlauf, in der Bestzeit lief, landete er im Finale auf dem zwölften Platz. Im August erreichte er bei den Weltmeisterschaften in Peking das Halbfinale und belegte den insgesamt 20. Platz. 2016 vertrat er Belgien bei den Olympischen Spielen in Rio de Janeiro, bei denen er ebenfalls das Halbfinale erreichte. In 3:43,71 min beendete er die Konkurrenz auf dem 21. Platz. In den folgenden Jahren konnte er bislang nicht mehr an seine Bestleistungen anknüpfen.

## Wichtige Wettbewerbe
| Jahr                | Veranstaltung                           | Ort                 | Platz               | Disziplin           | Zeit                |
| Startet für Belgien | Startet für Belgien                     | Startet für Belgien | Startet für Belgien | Startet für Belgien | Startet für Belgien |
| ------------------- | --------------------------------------- | ------------------- | ------------------- | ------------------- | ------------------- |
| 2009                | Europäisches Olympisches Jugendfestival | Tampere             | 4.                  | 3000 m              | 8:43,28 min         |
| 2011                | U20-Europameisterschaften               | Tallinn             | 11.                 | 1500 m              | 3:52,53 min         |
| 2013                | U23-Europameisterschaften               | Tampere             | 1.                  | 1500 m              | 3:43,83 min         |
| 2013                | Weltmeisterschaften                     | Moskau              | 25.                 | 1500 m              | 3:40,39 min         |
| 2013                | Crosslauf-Europameisterschaften         | Belgrad             | 1.                  | U23-Rennen          | 24:02 min           |
| 2014                | Europameisterschaften                   | Zürich              | 14.                 | 1500 m              | 3:40,34 min         |
| 2015                | Halleneuropameisterschaften             | Prag                | 12.                 | 3000 m              | 7:59,43 min         |
| 2015                | Weltmeisterschaften                     | Peking              | 20.                 | 1500 m              | 3:44,38 min         |
| 2016                | Olympische Sommerspiele                 | Rio de Janeiro      | 21.                 | 1500 m              | 3:43,71 min         |

## Persönliche Bestleistungen
Freiluft
- 800 m: 1:47,30 min, 6. Juli 2013, Oordegem
- 1500 m: 3:34,49 min, 19. Juli 2014, Heusden-Zolder
- Eine Meile: 3:51,84 min, 11. Juni 2015, Oslo, (belgischer Rekord)
- 3000 m: 7:54,06 min, 1. Mai 2013, Herentals

Halle
- 800 m: 1:52,84 min, 10. Februar 2018, Gent
- 1000 m: 2:25,31 min, 27. Januar 2018, Apeldoorn
- 1500 m: 3:37,30 min, 21. Februar 2015, Birmingham, (belgischer Rekord)
- 3000 m: 7:47,55 min, 6. März 2015, Prag